# Ruppia cirrhosa
Ruppia cirrhosa là một loài thực vật có hoa trong họ Ruppiaceae. Loài này được (Petagna) Grande miêu tả khoa học đầu tiên năm 1918.